# Naturschutzgebiet Nordufer Langhagensee und Kleiner Langhagensee
Koordinaten: 53° 35′ 51,7″ N, 12° 12′ 39,3″ O

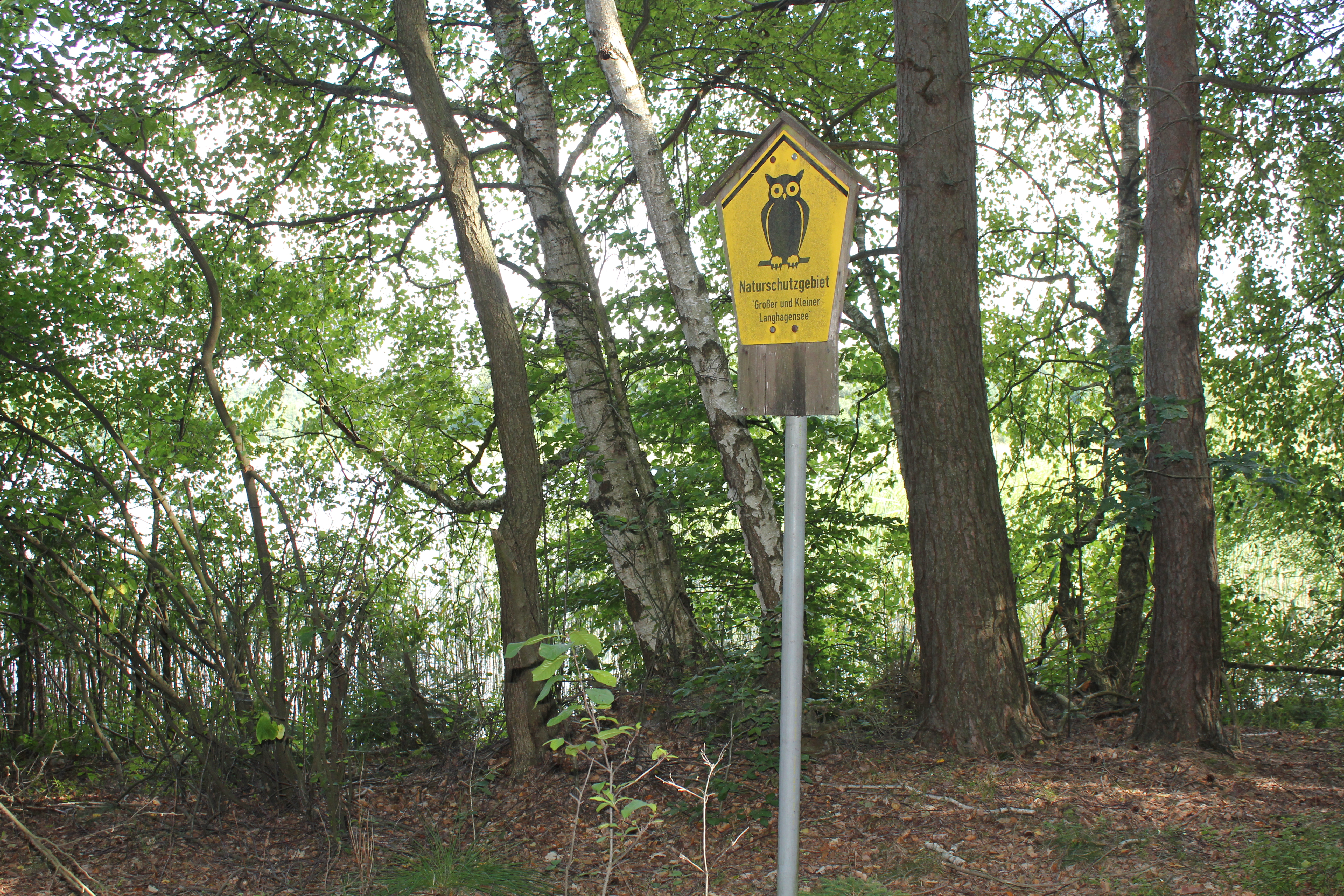
Schild des Naturschutzgebietes am Langhagensee

Das Naturschutzgebiet Nordufer Langhagensee und Kleiner Langhagensee ist ein 35 Hektar umfassendes Naturschutzgebiet in Mecklenburg-Vorpommern im Nordbereich des Langhagensees. Die nächstgelegene Ortschaft ist Wooster Teerofen einen Kilometer südlich. Die rechtliche Festsetzung erfolgte am 24. September 1990. Das Naturschutzgebiet dient dem Erhalt eines nährstoffarmen Sees mit periodisch trocken fallenden Ufern, angrenzenden Binnendünen sowie eines nährstoffarmen Kesselmoores (Kleiner Langhagensee) mit Kolk in der Wooster Heide.
Der Gebietszustand wird als gut eingeschätzt.
Das Schutzgebiet liegt im Naturpark Nossentiner-Schwinzer Heide und ist nach EU-Recht Bestandteil eines FFH- und Vogelschutzgebiets.
Ein ausgeschilderter Rundwanderweg ermöglicht ein Betreten des Gebiets.

## Geschichte
Um das Schutzgebiet erstreckt sich eine nacheiszeitlich entstandene Binnendüne, die sich hufeisenförmig um den Langhagensee zieht.
Ein Burgwall am Ostufer des Langhagensees weist auf eine Besiedlung des Gebiets in der Slawenzeit hin. Die östlich gelegene Ortschaft Wooster Teerofen wurde 1705 gegründet und geht auf eine Teerschwelerei und eine Büdnerei zurück. Auf der Wiebekingschen Karte aus dem Jahr 1786 ist das Gebiet als unbewaldete Moorfläche erkennbar. Die Moorflächen wurden bis in das 20. Jahrhundert als Weide genutzt. Der Waldbereich lag bis zum Jahr 1918 im Eigentum des Klosters Dobbertin. In den 1960er Jahren gehörte das heutige Schutzgebiet zum militärischen Sperrgebiet der Schwinzer Heide. Der See wurde kurzfristig für Wasserdurchfahrten mit Panzern genutzt. Unmittelbar nördlich schließt sich das noch heute genutzte militärische Sperrgebiet an.

## Pflanzen- und Tierwelt
Im Langhagensee wachsen Weiße Seerose und Schwimmendes Laichkraut. Der Uferbereich ist bestanden mit Schilf, Schmalblättrigem Rohrkolben sowie Teichsimse. Im Bereich der ehemaligen Panzerdurchfahrt wächst Schneideried sowie Blasen- und Faden-Segge. An den trocken fallenden Ufern im Nordbereich des Langhagensees sind Torfmoose, Rundblättriger Sonnentau und Moorbärlapp nachgewiesen.
Der Kleine Langhagensee wird von einem mesotroph-sauren Verlandungsmoor eingenommen der von einem Moorwald aus Kiefern umgeben ist. Typische Pflanzenarten sind Torfmoos, Wollgras, Schlammsegge, Fieberklee, Sumpfporst und Rosmarinheide.
Im Gebiet wurden 18 Schmetterlingsarten nachgewiesen, darunter Aurorafalter, Weißes C und Kleiner Perlmuttfalter.
Der Fischotter lebt im Gebiet.